# City College of New York
Das City College of New York (auch als City College of The City University of New York, City College, CCNY oder City bekannt) ist eine staatliche Universität in New York City im US-Bundesstaat New York. Sie befindet sich im Stadtteil Hamilton Heights im nördlichen Manhattan. 1847 gegründet, ist sie der älteste Standort der City University of New York. Im Herbst 2021 waren im City College über 15.000 Studenten immatrikuliert; der Anteil der Master-Studierenden lag in den vergangenen Jahren um 18 Prozent. Bei den Bachelor-Studenten sind die größte ethnische Gruppe Latinos (36 %), gefolgt von Asiaten (24 %), Weißen (16 %) und Schwarzen (15 %).

## Persönlichkeiten

### Nobelpreisträger
- Julius Axelrod 1933–1970 Medizin
- Robert Hofstadter 1935–1961 Physik
- Arthur Kornberg 1937–1959 Medizin
- Jerome Karle 1937–1985 Chemie
- Herbert Hauptman 1937–1985 Chemie
- Kenneth Arrow 1940–1972 Wirtschaftswissenschaften
- Leon M. Lederman 1943–1988 Physik
- Robert J. Aumann 1950–2005 Wirtschaftswissenschaften
- Arno Penzias 1954–1978 Physik

### Kunst
- Alfred Stieglitz 1884 – Fotograf
- Edward G. Robinson 1914 – Schauspieler
- Ira Gershwin 1918 – Liedtexter
- Ernest Martin 1932 – Theaterregisseur, Intendant und Schauspieler
- Zero Mostel 1935 – Schauspieler
- Ernest Lehman 1937 (BS) – Filmautor
- Eli Wallach 1938 (MA) – Schauspieler
- Judd Hirsch 1960 – Schauspieler
- Sterling Morrison 1970 – Musiker
- Richard Schiff 1983 – Schauspieler
- Ted Daniel – Jazzmusiker
- Luis Guzmán – Schauspieler
- Mark DiSalle – Drehbuchautor, Regisseur, Produzent und Schauspieler
- Nadja Ofuatey-Alazard – Kulturaktivistin, Herausgeberin und Filmemacherin